# S Orionis
S Orionis ist ein Roter Riese im Sternbild Orion. Er zählt zu den Mira-Veränderlichen und pulsiert in einem Rhythmus von 420 Tagen. Dabei variiert sein Radius von 1,9 bis 2,3 AE.